# Anna Bartczak
Anna Małgorzata Bartczak (ur. 11 października 1973 w Warszawie) – polska ekonomistka, doktor habilitowany nauk ekonomicznych, profesor Wydziału Nauk Ekonomicznych Uniwersytetu Warszawskiego.

## Życiorys
Absolwentka VI Liceum Ogólnokształcącego im. Tadeusza Reytana w Warszawie (1992) i studiów z zakresu ekonomii na Wydziale Nauk Ekonomicznych UW (1997). W 2000 ukończyła na Uniwersytecie Warszawskim studia podyplomowe o Ameryce Łacińskiej. W 2002 uzyskała stopień naukowy doktora na podstawie rozprawy Koszty zewnętrzne transportu drogowego. Problem optymalnych stawek opłat za korzystanie z autostrad w Polsce, obronionej na Wydziale Nauk Ekonomicznych UW, a w 2016 habilitowała się tamże na podstawie pracy Heterogeniczność preferencji w wycenie dóbr i usług nierynkowych dostarczanych przez lasy.
W 1997 roku rozpoczęła pracę na Wydziale Nauk Ekonomicznych UW, od 2002 roku na stanowisku adiunkta. W 2008 objęła kierownictwo Warszawskiego Ośrodka Ekonomii Ekologicznej; w późniejszym okresie była jednym z jego pracowników. W latach 2009, 2011, 2015, 2017 i 2019 otrzymała nagrody rektora Uniwersytetu Warszawskiego za osiągnięcia naukowe. Członkini European Association of Environmental and Resource Economists (EAERE), The International Society for Ecological Economics (ISEE) oraz The European Association of Agricultural Economists (EAAE).